# Ferrocarril de Long Island

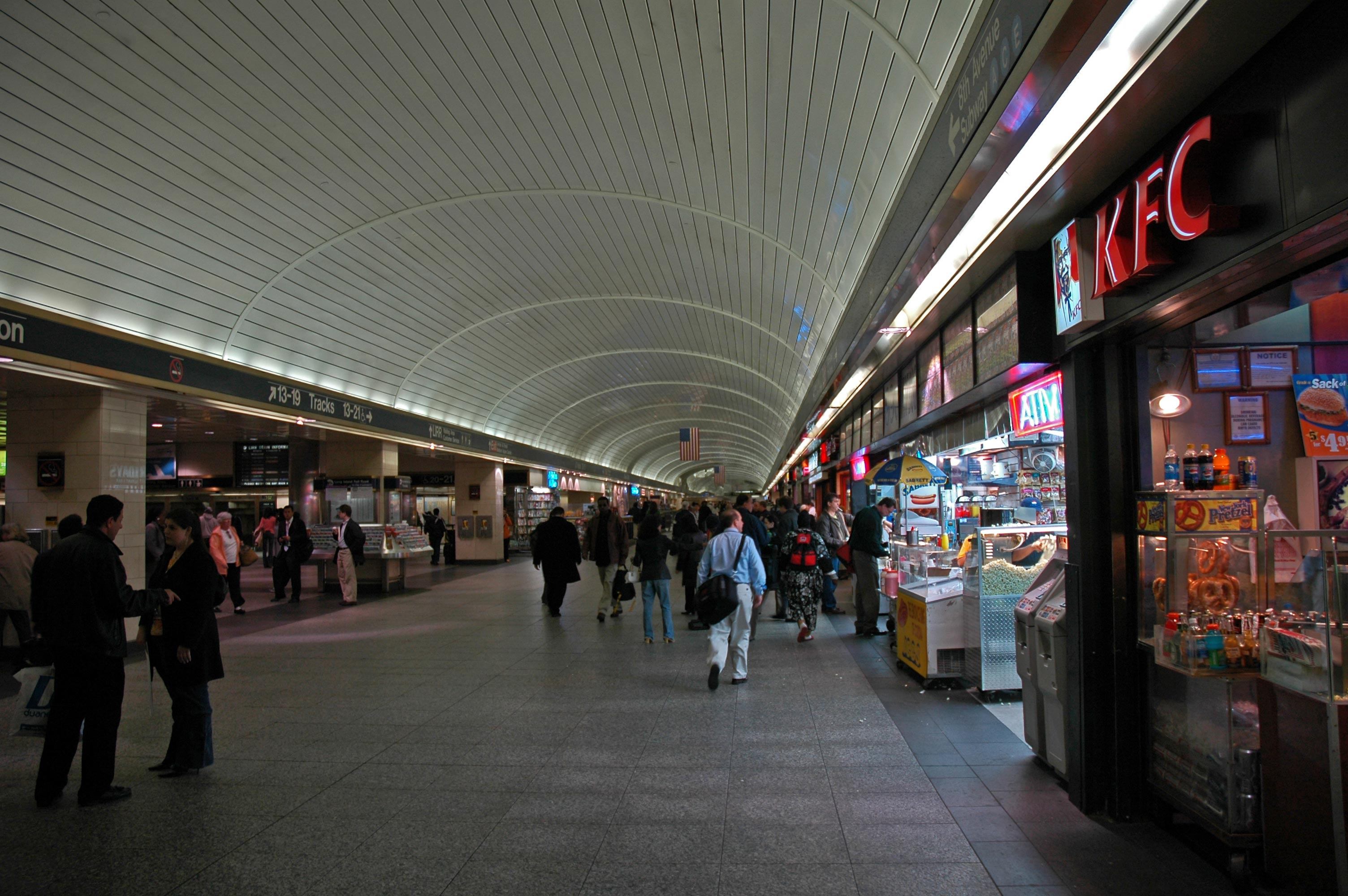
Estación LIRR en Penn Station.

El Ferrocarril de Long Island (en inglés: Long Island Rail Road o por sus siglas LIRR) es un sistema de tren de cercanías que opera en Long Island, Nueva York y ha sido clasificado como Ferrocarril de Clase II por el Comité de Transporte de Superficie. Es el ferrocarril de cercanías más activo en América del Norte, con un servicio de alrededor de 81 millones de pasajeros al año, también es la segunda empresa ferroviaria más vieja de los EE. UU. que sigue funcionando bajo su nombre original. Hay 124 estaciones de la LIRR y más de 700 millas (1100 km) de vías en sus dos líneas de las horquetas de la isla y ocho ramales principales. De lunes a viernes, el LIRR ofrece más de 282.410 viajes a los clientes. Es propiedad pública de la Autoridad Metropolitana del Transporte, con el nombre de MTA Long Island Rail Road.  
Además de los trenes de cercanías, los trenes de la LIRR operan al occidente de Long Island, incluyendo al Cannonball expreso a Los Hamptons, operado desde los años 1890.
El servicio de mercancías en el sistema ha sido operado por el New York and Atlantic Railway desde 1997, incluyendo tres ramales de mercancías del Bay Ridge Branche en Bay Ridge.
El actual logo de la LIRR combina el logo circular de la MTA con el texto Long Island Rail Road, y está localizado en los lados laterales de los trenes.

## Historia

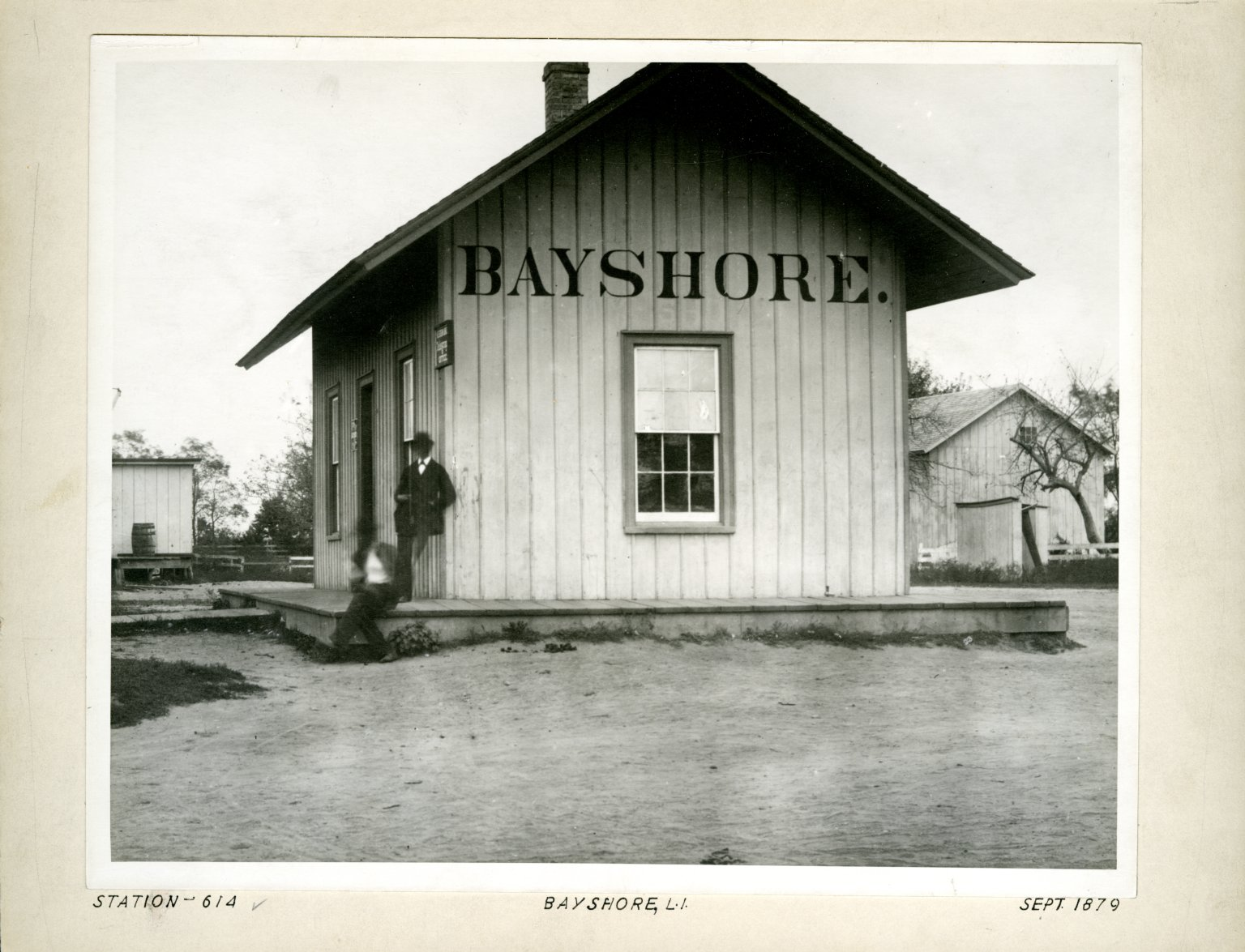
Station, Bay Shore, Long Island, septiembre de 1879., un negativo en placa húmeda de vidrio plateado con colodión de George Bradford Brainerd ahora en exhibición en el Museo de Brooklyn.

La Long Island Rail Road Company fue fundada en 1834 para proporcionar un servicio diario entre la ciudad de Nueva York y Boston a través de una conexión de ferry entre su terminal de Greenport, Nueva York, en North Fork de Long Island y Stonington, Connecticut. Este servicio fue reemplazado en 1849 por la ruta terrestre a través de Connecticut que pasó a formar parte del ferrocarril de Nueva York, New Haven y Hartford. El LIRR volvió a centrar su atención en servir a Long Island, en competencia con otros ferrocarriles de la isla. En la década de 1870, el presidente de los ferrocarriles, Conrad Poppenhusen, y su sucesor, Austin Corbin, adquirieron todos los ferrocarriles y los consolidaron en el LIRR.
El LIRR no fue rentable durante gran parte de su historia. En 1900, el Ferrocarril de Pensilvania (PRR) compró una participación mayoritaria como parte de su plan de acceso directo a Manhattan que comenzó el 8 de septiembre de 1910. El rico PRR subsidió al LIRR durante la primera mitad del nuevo siglo, permitiendo su expansión y modernización. El funcionamiento eléctrico se inició en 1905.
Después de la Segunda Guerra Mundial, la crisis de la industria ferroviaria y la disminución de las ganancias hicieron que el PRR dejara de subsidiar al LIRR, y el LIRR entró en suspensión de pagos en 1949. El gobierno del estado de Nueva York, al darse cuenta de lo importante que era el ferrocarril para el futuro de Long Island, comenzó a subsidiar el ferrocarril en las décadas de 1950 y 1960. En junio de 1965, el estado finalizó un acuerdo para comprar el LIRR al PRR por 65 millones de dólares. El LIRR quedó bajo el control de una nueva Autoridad Metropolitana de Tránsito de Cercanías. La MCTA pasó a llamarse Autoridad de Transporte Metropolitano (MTA) en 1968, cuando incorporó varias otras agencias de tránsito del área de la ciudad de Nueva York. Con los subsidios de la MTA, el LIRR se modernizó aún más y siguió siendo el ferrocarril de cercanías más transitado de los Estados Unidos.
El LIRR es uno de los pocos ferrocarriles que ha sobrevivido como una empresa intacta desde su estatuto original hasta el presente.

## Transmisión eléctrica
Las líneas de la LIRR están electrificadas por  tres vías[cita requerida]

## Terminales
La LIRR tiene tres terminales occidentales (Ciudad de Nueva York).
La Estación Pennsylvania, en Midtown Manhattan, es la más activa de las tres, sirviendo alrededor de 500 trenes diariamente. La estación también sirve a los túneles del Río Este que son operados por Amtrak (las únicas vías de la LIRR que no son usadas y operadas por la LIRR) desde la Main Line en Long Island City. las estaciones de Penn y Calle 34–Estación Penn del metro de Nueva York localizadas justo al lado de la terminal.
La estación Avenida Flatbush en Downtown Brooklyn sirve a la mayoría de los trenes. Está localizada en el complejo de la estación Avenida Atlantic–Calle Pacific del metro de Nueva York, que provee un acceso rápido al Bajo Manhattan.
Diariamente operan varios trenes hacia la Avenida Hunterspoint o más allá de Long Island City en el río Este en Long Island City. Desde la Avenida Hunterspoint, la estación Avenida Hunters Point (línea Flushing) se puede llegar por medio del acceso de Manhattan

## Véase también

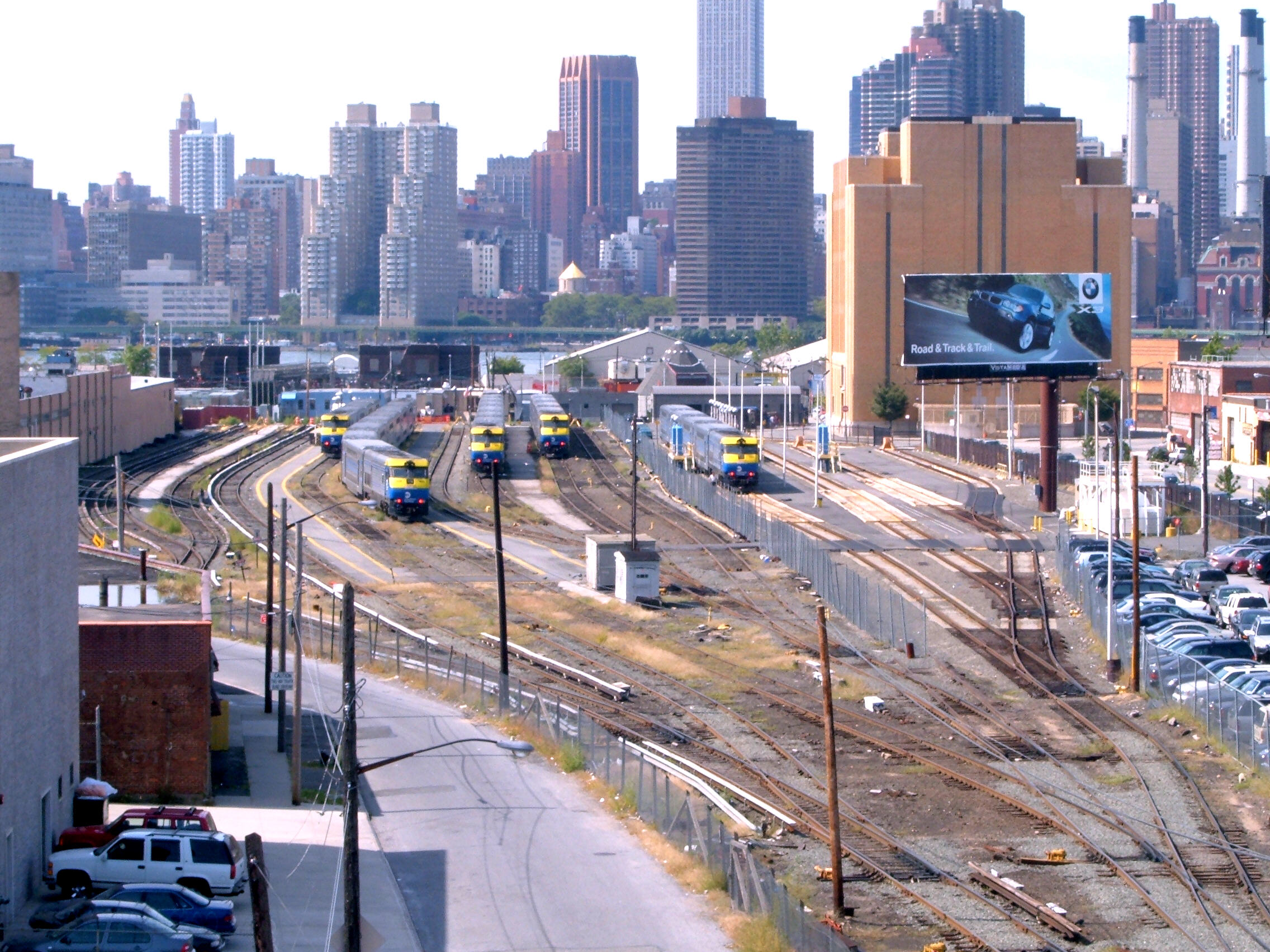
Estación y patio de almacenamiento de Long Island City, con los prototipo DE30AC/DM30AC.

Servicios.